# Zethes bilineatus
Zethes bilineatus är en fjärilsart som beskrevs av Arnold Pagenstecher 1888. Zethes bilineatus ingår i släktet Zethes och familjen nattflyn. Inga underarter finns listade i Catalogue of Life.